# Кобилица
Кобилицата  е приспособление, което представлява здрав прът носен на рамо за пренасяне на две тежести едновременно. Така може да се пренасят кофи с вода, със строителен материал, денкове и др. В България това приспособление се използва от средните векове. Характерното е, че при използването си има една опорна точка – рамото на човека, а теглото на носените съдове е еднаква, за да се уравновесяват и да не изискват големи усилия при пренасянето. За удобство прътът е огънат в средата, за да се фиксира по-точно на рамото и да не се премества по време на ползване.

## Други значения
Тази характерна форма на кобилицата е причина народът ни с името Кобилица да назовава хълмове и заоблени върхове.
В техниката с кобилица са наречени части с подобна форма, окачване и предназначение.
Рамото на лабораторните везни или на други за по-прецизни измервания също се нарича кобилица. В средата то е поставено върху основния стълб на везната, а в краищата са окачени двете измервателни блюда.
Кобилици се наричат детайлите в двигателите с вътрешно горене, лагерувани в средата във вал и предаващи налягането от разпределителния вал върху клапаните за осъществяване действието на газоразпределителния механизъм.

## В българските вярвания
В българската народна традиционна култура кобилицата е изключително женски уред. Мъжете носят вода на ръка, а който употребява кобилица е изложен на подигравките на общността.
Според вярванията, кобилицата трябва да бъде изработена от дъб, габър, явор или ясен поради представата, че тези дървета имат силата да пропъждат злонамерените свръхестествени същества. Това е особено важно, защото се смята, че водоизточниците (извори, чешми, кладенци) обикновено са обитавани от такива същества. Кобилицата се употребява при баянията, магии за развала на други магии и др., както и в много обреди – при пеене на пръстени, носене на мълчана вода на Гергьовден и т.н.
Като изключително женски уред, тя е и женското оръжие за самоотбрана. Българското народно обичайно право не предвижда наказание за побой, нанесен с кобилица от жена.

## Галерия
- Кобилица за менци изложена в Националното изложение на художествените занаяти и изкуствата село Орешак
- Везна за измерване на тютюн от 1850 г.
- Кобилици в двигателната глава на автомобил Honda CRX 1987 г.
- Кобилица за газорапределителния механизъм на двигател с вътрешно горене